# Parafia św. Michała Archanioła w Kaliszu
Parafia Świętego Michała Archanioła w Kaliszu – rzymskokatolicka parafia w dekanacie Kalisz II. 
Erygowana w XIV wieku. Mieści się przy ulicy Dobrzeckiej, na terenie dawnej wsi Dobrzec. Duszpasterstwo prowadzą w niej księża diecezjalni.